# Tang (dryck)
Tang är en dryck med fruktsmak, som oftast levereras i pulverform. Den utvecklades i ursprungligen 1957 av forskaren William A. Mitchell vid General Foods Corporation och marknadsfördes i pulverform från 1959.
Varumärket Tang ägs för närvarande av Mondelēz International.